# Márcio Brancher
Márcio Roberto Brancher (Videira, 21 maggio 1967) è un allenatore di calcio a 5 ed ex giocatore di calcio a 5 brasiliano, campione del mondo con la nazionale brasiliana nel 1996.

## Carriera

### Giocatore

#### Club
Nel campionato italiano ha vestito la maglia dell'Arzignano, con cui ha vinto due scudetti (2003-2004 e 2005-2006) e altrettante supercoppe. Nella seconda metà della stagione 2006-2007 ha giocato per la Luparense con cui ha vinto il suo terzo scudetto prima di rientrare all'Arzignano. Nell'estate del 2009 si è trasferito al Povoli Team per poi passare a dicembre alla Marca dopo l'esclusione del Povoli dal campionato. Nell'estate 2011 è tornato all'Arzignano, nel frattempo ripartito dalla serie C1, contribuendo alla risalita del Grifo fino alla massima serie.

#### Nazionale
Con la nazionale brasiliana ha disputato il FIFA Futsal World Championship 1996 in cui i verdeoro si sono laureati campioni del mondo per la terza volta. Si tratta dell'unico campionato del mondo disputato dal giocatore.

### Allenatore
Nella stagione 2013-14 all'attività di giocatore affianca quella di allenatore della formazione Under 21 dell'Arzignano. In seguito alle dimissioni di Antonio Candeo alla guida della prima squadra, nel febbraio successivo Brancher è promosso alla guida della prima squadra che guida fino alla finale della Coppa Italia di categoria ma soprattutto alla vittoria dei play-off. La stagione seguente ritorna a ricoprire solamente il ruolo di giocatore, sostituito in panchina da Cristian Stefani, proveniente dalla M.I.R. Montecchio.

## Palmarès

### Club

#### Competizioni nazionali
- Campionato brasiliano: 2

Ulbra: 1998
Barbosa: 2001
- Coppa del Brasile: 5

Perdigão: 1987, 1990
Inpacel: 1994
Enxuta: 1996
Carlos Barbosa: 2001
- Campionato italiano: 3

Arzignano: 2003-04, 2005-06
Luparense: 2006-07
- Coppa Italia: 2

Arzignano: 2008-09
Marca: 2009-10
- Supercoppa italiana: 2

Arzignano: 2004, 2006

#### Competizioni internazionali
- Campionato panamericano: 3

Perdigão: 1988, 1989, 1990
- Coppa Intercontinentale: 1

Ulbra: 1999

### Nazionale
- Campionato mondiale: 1

Brasile: Spagna 1996
- Coppa America: 2

Brasile: 1996, 1997